# Acanthodactylus robustus
Acanthodactylus robustus este o specie de șopârle din genul Acanthodactylus, familia Lacertidae, ordinul Squamata, descrisă de Yehudah L. Werner în anul 1929. A fost clasificată de IUCN ca specie cu risc scăzut. Conform Catalogue of Life specia Acanthodactylus robustus nu are subspecii cunoscute.